# RECONNECTION
『RECONNECTION』（リコネクション）は、音楽ユニット・angelaの32作目のシングル。2023年1月11日にKING AMUSEMENT CREATIVE
から発売された。

## 概要
- 前回シングル『アンダンテに恋をして!』から約1年半ぶりのリリース。
- アニメ盤ジャケットはセイカ・ランプローグ、アミュ、イーファがプリントされており、期間限定版ジャケットはアーティスト写真がプリントされている。
- 期間限定盤にのみ、ボーナス・トラック「angelaのsparking!talking!show!異世界転生出張版」が収録されている。

## 収録曲
~アニメ盤~
| 全作詞: atsuko、全作曲: atsuko・KATSU、全編曲: KATSU。 |                                   |        |               |      |
| #                                                      | タイトル                          | 作詞   | 作曲・編曲    | 時間 |
| 1.                                                     | 「RECONNECTION」                  | atsuko | atsuko・KATSU | 3:44 |
| 2.                                                     | 「RECONNECTION」(TV size version) | atsuko | atsuko・KATSU | 1:32 |
| 3.                                                     | 「RECONNECTION」(off vocal ver.)  | atsuko | atsuko・KATSU | 3:42 |
| 合計時間:                                              | 合計時間:                         | 9:00   |               |      |

~期間限定盤~
| 全作詞: atsuko、全作曲: atsuko・KATSU、全編曲: KATSU。 |                                                                            |        |               |       |
| #                                                      | タイトル                                                                   | 作詞   | 作曲・編曲    | 時間  |
| 1.                                                     | 「RECONNECTION」                                                           | atsuko | atsuko・KATSU | 3:44  |
| 2.                                                     | 「RECONNECTION」(TV size version)                                          | atsuko | atsuko・KATSU | 1:32  |
| 3.                                                     | 「RECONNECTION」(off vocal ver.)                                           | atsuko | atsuko・KATSU | 3:44  |
| 4.                                                     | 「angelaのsparking! talking! show! 異世界転生出張版」(Special Bonus Track) | atsuko | atsuko・KATSU | 30:09 |
| 合計時間:                                              | 合計時間:                                                                  | 39:11  |               |       |

## 楽曲解説
1. RECONNECTION
アニメ「最強陰陽師の異世界転生記」オープニング
  - 和風テイストが特徴の楽曲。
  - 和風テイストを入れるに当たって、知り合いのヴォーカリストやKATSUに読経をとなえてもらっている[1]。
  - タイトル「RECONNECTION」は“生きる”ことを「再接続する」＝転生という意味。